# راجاجی (فیلم)
راجاجی (به هندی: Rajaji) یا راجا جون فیلمی محصول سال ۱۹۹۹ و به کارگردانی ویمال کومار است. در این فیلم بازیگرانی همچون گوویندا، راوینا تاندون، شاکتی کاپور، رانجیت، آریونا ایرانی، قادرخان، گودی ماروتی، دیویا دوتا، مشتاق خان، ساتیش کایشیک و لاکسیمیکانت برد ایفای نقش کرده‌اند.